# Boupalos et Athénis
Vous lisez un « bon article » labellisé en 2009.
Boupalos (en grec ancien Βοὐπαλος / Boúpalos, en latin Bupalus) et Athénis (en grec ancien Ἄθηνις / Áthēnis, en latin Athenis) sont deux sculpteurs et architectes de la Grèce antique, à l'époque archaïque, fils du sculpteur Archermos. Boupalos est plus particulièrement connu pour sa querelle avec le poète satirique Hipponax, rendue proverbiale par les auteurs de l'Antiquité. Aucune œuvre n'a pu lui être attribuée avec certitude.

## Biographie

### Des membres de «l'École de Chios»?
D'une famille de sculpteurs, Boupalos et Athénis naissent sur l'île de Chios. Selon Pline l'Ancien, leur arrière-grand-père, Mélas, leur grand-père Mikkiadès, et leur père Archermos exercent déjà cet art, et tous ont produit un grand nombre de statues réalisées dans les îles voisines ou dans celle de Délos. Pline précise que l'art de Boupalos et Athénis atteint son apogée lors de la 60e olympiade, c'est-à-dire vers 532 av. J.-C., et qu'ils sont contemporains du poète satirique Hipponax. L'auteur fonde probablement cette affirmation sur l'interprétation d'une inscription sur une base, qui fait mention de Mikkiadès, son fils Archermos, et de Chios la ville ancestrale de Mélas. Cette base a été rattachée à une statue de Niké ailée découverte à proximité de l'Artémision de Délos, et datée de 560 à 550 av. J.-C., ce que tend à confirmer l'attribution à Archermos par un auteur antique de la première Niké ailée. Ces éléments ont permis de conclure à l'existence d'une « École de Chios », à laquelle l'on a attribué un ensemble de statues d'origine ionienne trouvées à Délos.
Mélas n'est toutefois pas cité comme sculpteur dans l'inscription de Délos, et il s'agit en réalité du fondateur mythique de Chios. Suivant l'interprétation de cette inscription, Mikkiadès pourrait être le dédicant de la sculpture ou son auteur ; l'incertitude est la même pour l'inscription mutilée sur le socle d'une statue dédiée à Apollon, trouvée dans l'île de Paros,. Certains auteurs préfèrent donc considérer que la vocation artistique de la famille commence avec Archermos. Il a également été avancé que les œuvres attribuées aux sculpteurs de Chios ne présentaient en réalité pas d'unité de style et qu'il était donc abusif de parler d'une école.

### La querelle avec Hipponax
La querelle entre Hipponax et les deux frères, et surtout Boupalos, est bien connue dans l'Antiquité.
Aristophane y fit allusion dans sa comédie Lysistrata, où le chœur des hommes s'exclame, à propos du chœur des femmes : « Si elles s'étaient pris deux ou trois coups de poing dans les dents, comme Boupalos, elles la fermeraient définitivement. » Un distique d'Hipponax, en particulier, devint proverbial : « Tiens mon manteau, je vais lui en balancer une dans l'œil. » Aristophane y fit plusieurs fois allusion dans son œuvre, en présentant des personnages se déshabillant pour se préparer à l'action : dans les Thesmophories, l'une des protagonistes, s'écrie en pleine bagarre : « Prends mon manteau, Philista,! »
Horace y fit également allusion dans la sixième de ses Épodes, intitulée « Contre un poète médisant » :

« Prends garde, prends garde, car je suis très rude

et prêt à frapper les mauvais de la corne,

comme le gendre offensé de Lycambès,

ou le terrible ennemi de Bupalus. »

Pline rapporte ainsi le motif de la querelle :

« Hipponax ayant un visage d'une laideur reconnue, les sculpteurs avaient exposé, par goût de la plaisanterie, son portrait devant des cercles de rieurs ; Hipponax, indigné, déchaîna tant l'amertume de ses vers qu'on a pu croire qu'il les avait poussés à se pendre. »

Acron, l'un des commentateurs d'Horace, fournit ici l'explication de Pline et en cite une autre : Hipponax aurait demandé la fille de Boupalos en mariage, et aurait été rejeté pour sa laideur.
Il s'agit en réalité d'un véritable lieu commun dans la carrière des poètes iambiques : une anecdote similaire porte sur Archiloque de Paros et son ennemi Lycambe, ou encore sur Sémonide d'Amorgos et son ennemi Orodoecide. Il semble d'ailleurs que Lycambe et Orodoecide soient des personnages imaginaires. On aurait également pu le croire de Boupalos et Athénus, si leur existence réelle n'avait pas été attestée par ailleurs. En tout état de cause, Pline indique que les deux sculpteurs poursuivirent en fait leur carrière sans encombre. Rosen a suggéré que Boupalos était devenu la personne cible de toutes les moqueries et les méchancetés d'Hipponax, en raison de la singularité de son nom : il n'est porté par aucune autre personne dans les sources existantes. À l'oreille, le nom peut apparaître comme la combinaison de βου / bou, le bœuf, et παλος / palos (φαλλός / phallós), l'équivalent de phallus de taureau. De fait, Hipponax met fréquemment en scène son ennemi dans des situations obscènes, où il apparaît comme un dépravé. Il est possible que ses railleries ne s'adressent pas à Boupalos, le sculpteur, mais à un personnage imaginaire auquel Hipponax aurait donné le nom d'un personnage historique.

## Œuvre

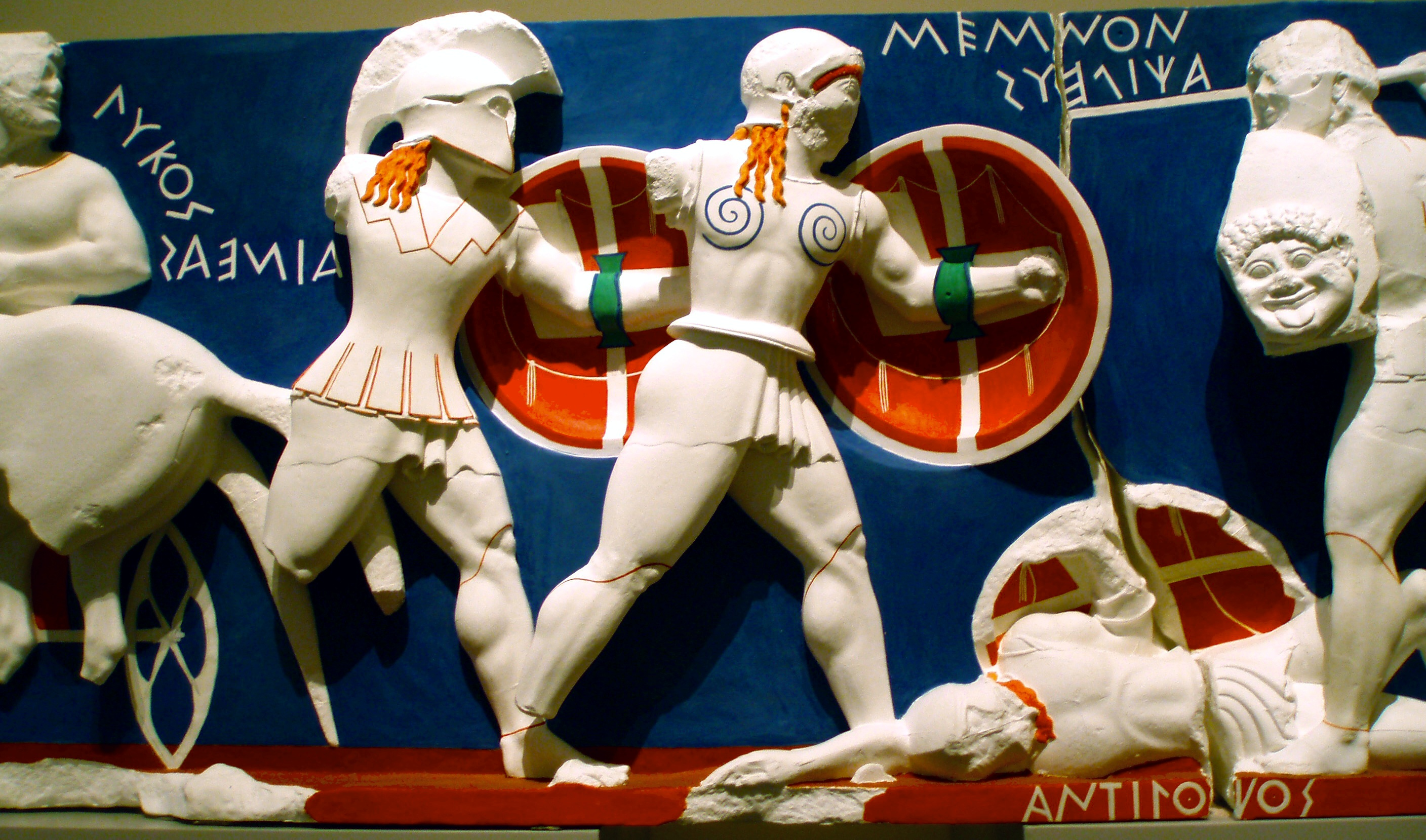
Restitution du décor polychrome de la frise du trésor de Siphnos, dont la partie Nord pourrait comporter la signature de Boupalos

À la période archaïque, la grande statuaire avait une vocation religieuse et funéraire : les statues décoraient les sanctuaires ou les tombes. Elles étaient dédiées par les cités, les tyrans ou de riches particuliers, ce qui explique que les sculpteurs provenaient souvent de cités prospères et travaillaient dans les grands centres religieux : Olympie, Delphes ou Délos. Boupalos, originaire de la prospère île de Chios, ne déroge pas à la règle. Les Anciens lui attribuent une statue d'Artémis à Iasos, en Carie ; une autre Artémis à Chios, dont Pline a noté que le visage paraît triste quand on s'en approche, et riant quand on s'en éloigne — peut-être l'effet d'un sourire archaïque vu par le bas quand on est près, et de face quand on est loin ; une statue de Tyché, la Fortune, coiffée d'un polos (en) et tenant une corne d'abondance, à Smyrne, dont Pausanias a précisé qu'elle était la première du genre ; un groupe des Charites nues, en or, dans le temple de Némésis, la Vengeance, à Smyrne, ainsi que dans la chambre d'Attale[Lequel ?], à Pergame — peut-être s'agit-il de l'œuvre originale déplacée par la suite.
L'existence à la période archaïque d'une statue de Tyché, figure qui autrement n'a pas de représentation attestée avant le IVe siècle av. J.-C., a paru douteuse à certains spécialistes modernes, qui ont postulé l'existence d'un autre Boupalos, vivant à l'époque hellénistique. L'hypothèse a été critiquée et l'on préfère considérer aujourd'hui que Pausanias a vu, en réalité, une œuvre hellénistique archaïsante.
Pline l'Ancien indique que Boupalos et Athénis étaient les auteurs de nombreuses statues vendues dans les îles voisines, notamment Délos, et auxquelles ils ajoutaient une épigramme selon laquelle « Chios n'était pas célèbre seulement par ses vignes, mais par les œuvres des fils d'Archermos ». Toujours selon lui, certaines des œuvres de Boupalos ont été transportées à Rome par Auguste, et placées sur le couronnement du temple d'Apollon au Palatin, ainsi que dans « presque tous ceux que fit construire le divin Auguste ». Cette précision est considérée avec scepticisme par les historiens modernes, compte tenu du peu d'attrait exercé sur les Romains par la sculpture grecque archaïque : on a soupçonné Pline d'avoir voulu illustrer son propos en attribuant à Boupalos des statues grecques anonymes présentes à Rome.
Rien n'a été conservé de son œuvre sculptée, si ce n'est peut-être un morceau d'une représentation du Palladion retrouvé sur le Palatin. On a également proposé de lire la signature de Boupalos sur la frise Nord du trésor de Siphnos, à Delphes. La signature « œuvre de Boupalos » que l'on trouve sur un socle est un faux d'époque romaine. Parallèlement à la sculpture, a noté Pausanias, Boupalos était renommé pour son habileté « à construire des temples et à modeler les animaux. » Aucune trace ne témoigne avec certitude de ces deux activités. Pour sa part, Acron considérait Boupalos comme un peintre originaire de Clazomènes, et non comme un sculpteur ; cette activité de peinture n'est pas attestée par ailleurs.